# Bảo tàng Podhale Czesław Pajerski ở Nowy Targ
Bảo tàng Podhale Czesław Pajerski ở Nowy Targ (tiếng Ba Lan: Muzeum Podhalańskie im. Czesława Pajerskiego w Nowym Targu) là một bảo tàng tọa lạc tại số 1 Quảng trường chợ, Nowy Targ, Ba Lan. 

## Lược sử hình thành
Đề xuất thành lập Bảo tàng đã được Czesław Pajerski khởi xướng vào năm 1959. Việc thu thập các cuộc triển lãm mất thêm bảy năm, và cuối cùng Bảo tàng Podhale Czesław Pajerski ở Nowy Targ được chính thức thành lập vào năm 1966. Trụ sở đầu tiên của Bảo tàng là tòa nhà tọa lạc tại số 1 Phố Szaflarska. Sáu năm sau, bộ sưu tập của Bảo tàng được chuyển đến các tòa nhà ở số 2 Phố Sobieskiego và số 7 Quảng trường chợ. Từ năm 1994 đến nay, trụ sở của Bảo tàng là tòa nhà nơi trước đây là Tòa thị chính Nowy Targ tại số 1 Quảng trường chợ.
Từ năm 1966 đến cuối năm 2009, Bảo tàng được điều hành bởi Chi nhánh PTTK "Gorce" ở Nowy Targ. Từ đầu năm 2010, Bảo tàng được Trung tâm Văn hóa Thành phố ở Nowy Targ tiếp quản.

## Triển lãm
Bộ sưu tập của Bảo tàng Podhale Czesław Pajerski ở Nowy Targ hiện đang bao gồm các triển lãm liên quan đến lịch sử của Nowy Targ và các nghề thủ công (dệt, chạm khắc gỗ, đóng giày, làm mũ, mộc, rèn, in ấn, và các nghề khác). Ngoài ra, Bảo tàng còn có các bộ sưu tập nghệ thuật (hội họa, điêu khắc, gốm sứ) của các nghệ sĩ, bao gồm Michał Rekucki, Edward Sutor, Jan Reczkowski, Anna Dobrzańska, và các nghệ sĩ khác. Bảo tàng cũng có một bộ sưu tập nghệ thuật dân gian phong phú. Đặc biệt, một cuộc triển lãm về mối liên hệ giữa Giáo hoàng Gioan Phao-lô II và Nowy Targ đã được tổ chức tại Bảo tàng từ năm 2011.

## Giờ mở cửa
Bảo tàng Podhale Czesław Pajerski ở Nowy Targ hoạt động quanh năm, mở cửa từ thứ Hai đến thứ Bảy, và mở cửa vào Chủ nhật nếu có sự sắp xếp trước. Khách tham quan phải trả phí vào cửa.